# Euklideszi norma

Vektorok 2-normájának szemléltetése

Az euklideszi norma egyes multiplikatív csoportokon és ezeket tartalmazó algebrai struktúrákban definiálható norma. Lényegében egy pont origótól való távolságát adja meg. Szokás 2-normának is nevezni, mivel a Hölder-normák között a 2 kitevőjű norma:
{\displaystyle ||x||={\sqrt {\sum _{i=0}^{n}x_{i}^{2}}}}
Az euklideszi norma a valós számok halmazán az abszolútértékkel lesz egyenértékű. Mi több, a normák elméletét éppen az abszolútérték motiválta.
Ha egy vektortéren skaláris szorzat is van értelmezve, akkor a vektortéren az euklideszi norma értelmezhető:
{\displaystyle ||{\vec {x}}||={\sqrt {<{\vec {x}},{\vec {x}}>}}}.